# 瓦萨大学
63°06′20″N 21°35′34″E / 63.10556°N 21.59278°E
瓦萨大学（芬蘭語：Vaasan Yliopisto），是位于芬兰共和国瓦萨市的一所大学，創立于1968年。瓦萨大学是一所多学科综合性大学，提供从学士到博士层次的教育。据2007年的统计数据，瓦萨大学有雇员456人，其中教授和教师214人。学生总数5055人，其中国际学生近400人（含交换生163人）。

## 历史
瓦萨地区长期希望能够拥有一所自己的大学，这一想法在1966年得到实现。那年1月27日，芬兰政府决定在瓦萨设立一所经济类院校。首批学生于两年后开始在这里上学。1977年，学校由私立改为国立。1980年代初，设立了人文学科。1990年，在赫尔辛基理工大学帮助下设立了工程学科。1990年代中期，几座新的校舍陆续建成，至此，所有学院都聚集在同一校区内。2004年，工程学科实现独立办学。

## 机构设置

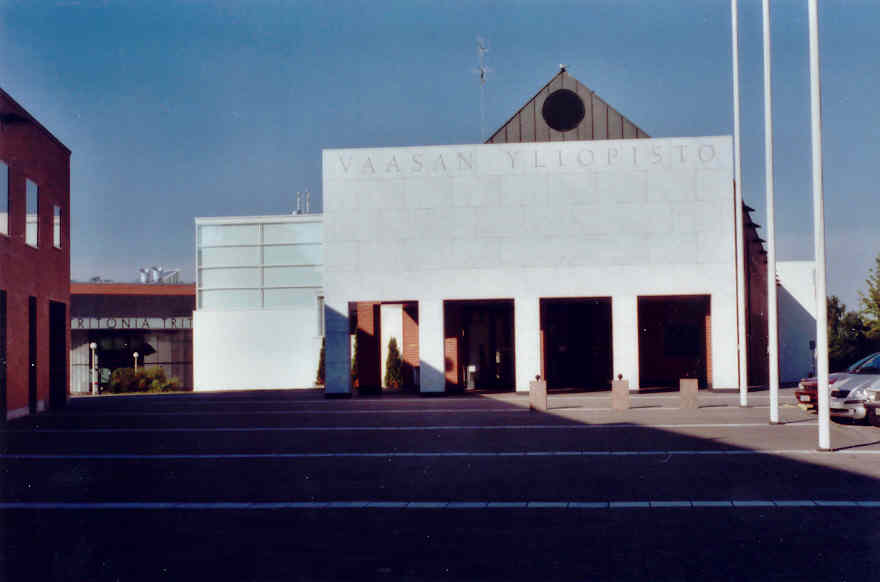
瓦萨大学主楼

瓦萨大学的教学单位包括由4个学院，分别为管理学院（Hallintotieteiden tiedekunta）、人文学院（Humanistinen tiedekunta）、商学院（Kauppatieteellinen tiedekunta）和工学院（Teknillinen tiedekunta）。
瓦萨大学设有Levòn研究所（Levón-instituutti），开放大学由该研究所管辖。瓦萨大学塞伊奈约基分校（Vaasan yliopisto Seinäjoki）为塞伊奈约基及周边的南博滕区提供教学服务。西芬兰设计中心（Länsi-Suomen muotoilukeskus，MUOVA）设在瓦萨，由瓦萨大学与赫尔辛基艺术设计大学共建。瓦萨大学还与于韦斯屈莱大学、奥卢大学和坦佩雷理工大学共同建设科科拉大学中心。其它附属机构还有图书馆（Tritonia, Vaasan tiedekirjasto ja oppimiskeskus）和计算中心（Atk-keskus）。

## 校区
瓦萨大学目前的校区建于1990年代中期，坐落在“火岛”（Palosaari），濒临波的尼亚湾，风景优美。所在区域原为一家老纺织厂的厂区，部分大学机构目前仍使用原纺织厂的厂房。整个校区的建筑风格为大陆式与盎格鲁撒克逊式相结合。校区遵循博滕区的传统，设有围墙。